# Yolande Bonhomme
Yolande Bonhomme (c. 1490-1557) est une imprimeuse-libraire française de livres liturgiques et dévotionnels à Paris. Elle faisait partie d'une poignée d'imprimeurs de livres féminins importants à Paris pendant cette période, dont Charlotte Guillard, Françoise Louvain et Marie L'Angelier.

## Biographie
Elle était la fille de Pasquier Bonhomme, lui-même imprimeur et l'un des quatre libraires nommés de l'université de Paris, et l'épouse d'un autre imprimeur, Thielmann Kerver,. Elle a commencé à imprimer seule après la mort de son mari en 1522. Les estimations de sa production vont de 136 (selon Axel Erdmann) à 200 (selon Beatrice Beech, d'après Renouard) publications avant sa propre mort en 1557. Parce qu'elle utilisait souvent le nom de son mari sur le colophon des premiers livres, son identité en tant qu'imprimeur peut être difficile à cerner. L'université de Paris et l'Église catholique comptent parmi ses mécènes. Elle a publié un liturgie des Heures en 1523 et un autre en 1546 ; les deux livres ont survécu. En 1526, elle est devenue la première femme à publier la Bible. Elle publie également le Bréviaire romain (en) (latin : Breviarium Romanum) en 1534 et un Breviarium Romanum nuper reformatum en 1537. En 1540, elle s'associe à Charlotte Guillard pour exiger du papier de meilleure qualité de la corporation des papetiers.